# Majnake
Majnake (gr. Μαινάκη, zlatyn. Maenaca) – starożytne miasto greckie na południu dzisiejszej Hiszpanii. 
Kolonia Massalii założona przez tamtejszych Fokajczyków ok. 600 p.n.e. dla rozwinięcia handlowych kontaktów z Tartessos. Położona w pobliżu Malaki (dzis. Malaga), na obszarze późniejszej rzymskiej Hispania Baetica, ok. 500 p.n.e. została najechana i zburzona przez Kartagińczyków.
Pseudo Skymnos w swym podróżniczym dziele określał je jako najbardziej na zachód wysunięte polis spośród założonych przez Fokajczyków (Periodos tou Nikomede, 146-150), co znajduje potwierdzenie w Geografii Strabona (III 4,2). Awienus w opisie zachodnioeuropejskich wybrzeży błędnie utożsamiał je z Malacą (Ora maritima, 427–31). 